# 聖父共主教座堂

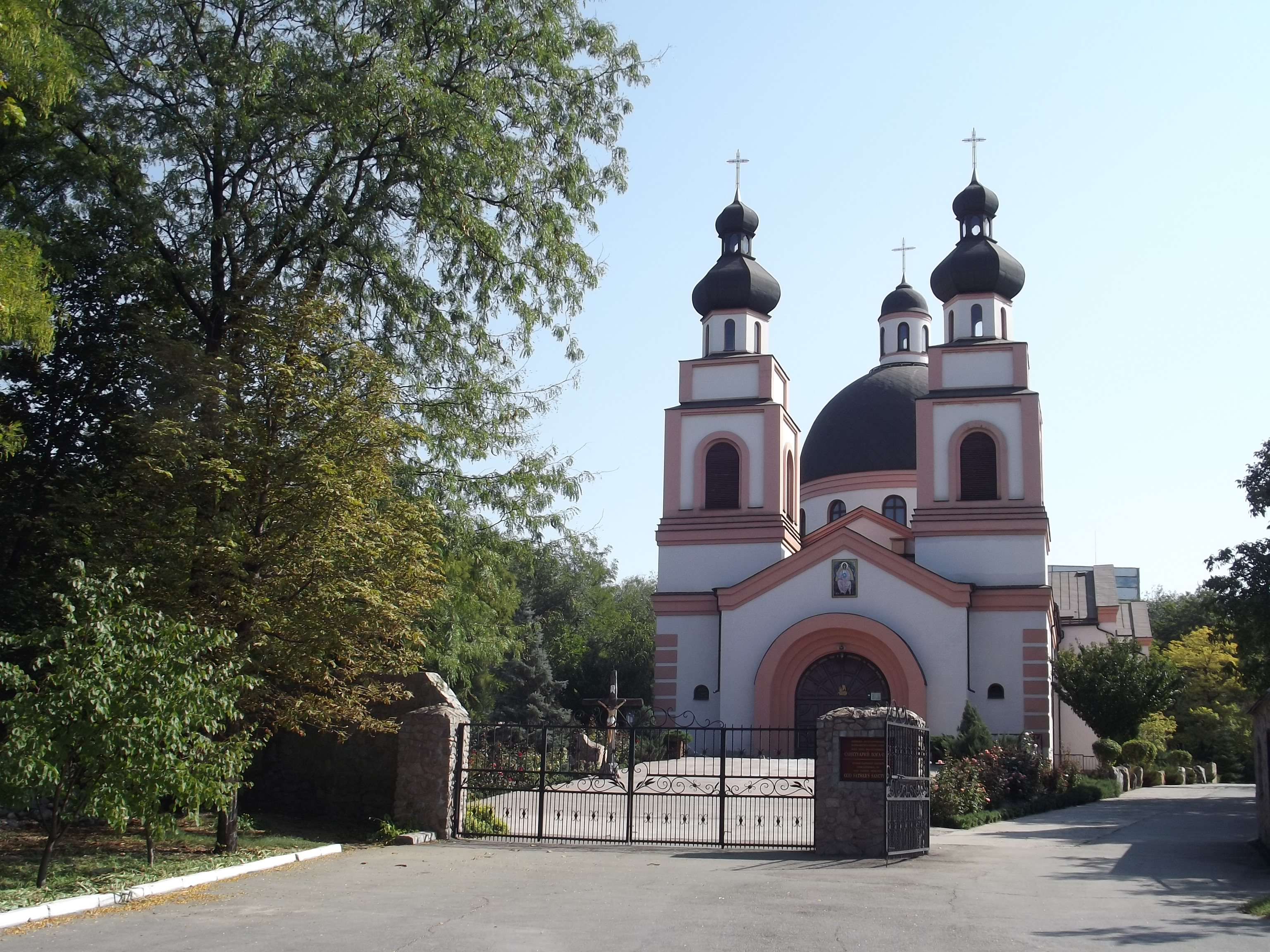
聖父共主教座堂

聖父共主教座堂 是烏克蘭城市扎波羅熱的一座羅馬天主教的主教座堂。教堂遵循羅馬禮。該教堂是天主教哈爾科夫-扎波羅熱教區的主教座堂之一。